# Luputa
Luputa est une localité, chef-lieu du territoire de Luilu de la province de Lomami en république démocratique du Congo.

## Géographie
La localité est située sur la route nationale 1 à 193 km au Sud-Ouest du chef-lieu provincial Kabinda.

## Administration
Chef-lieu territorial de 36 934 électeurs recensés en 2018, la localité a le statut de commune rurale de moins de 80 000 électeurs. Elle compte 7 conseillers municipaux en 2019.

## Population
Le recensement date de 1984,.
| 1984 | 2004   | 2012   |
| ---- | ------ | ------ |
| -    | 31 581 | 39 875 |

## Transports
- Route nationale 1
- Aéroport de Kasha